# Taraje Williams-Murray
Taraje Williams-Murray (* 9. listopadu 1984 Bronx, New York) je bývalý americký zápasník – judista a grappler.

## Sportovní kariéra
S judem začínal v rodném New Yorku v klubu Jamie Towers pod vedením Ralpha Reyese. Vrcholově se připravoval pod vedením Arkadije Aronova a Jimmyho Pedra. V roce 2004 uspěl v americké olympijské kvalifikaci pro start na olympijských hrách v Athénách v superlehké váze do 60 kg. V úvodním kole vybodoval na yuko technikou morote-gari Izraelce Gala Jekutiela, ve druhém kole však prohrál na ippon s Mongolem Cagánbátarem.
V roce 2008 uspěl podruhé v americké olympijské kvalifikaci na olympijské hry v Pekingu. V úvodním kole způsobil jedno z největších překvapení turnaje, když koncentrovaným výkonem ubránil a minimálním bodovým rozdílem na koku vybodoval favorizovaného Japonce Hiroaki Hiraoku. V dalším kole však formu nepotvrdil, když prohrál na ippon technikou seoi-nage s Venezuelanem Javierem Guédezem. Sportovní kariéru ukončil s novými pravidly juda v roce 2010.

## Výsledky
| Turnaj                  | 2002            | 2003            | 2004            | 2005            | 2006            | 2007            | 2008            |
| Turnaj                  | 18              | 19              | 20              | 21              | 22              | 23              | 24              |
| Turnaj                  | superlehká váha | superlehká váha | superlehká váha | superlehká váha | superlehká váha | superlehká váha | superlehká váha |
| ----------------------- | --------------- | --------------- | --------------- | --------------- | --------------- | --------------- | --------------- |
| Olympijské hry          |                 |                 | úč.             |                 |                 |                 | úč.             |
| Mistrovství světa       |                 | —               |                 | úč.             |                 | úč.             |                 |
| Panamerické hry         |                 | —               |                 |                 |                 | 7.              |                 |
| Panamerické mistrovství | —               | —               | úč.             | —               | —               | —               | 3.              |
| MS juniorů              | úč.             |                 |                 |                 |                 |                 |                 |